# Contos persas
A expressão "contos persas" diz respeito à criação literária num estilo contemporâneo - o conto - feita na língua persa.
A produção de contos na forma moderna em Persa começou no princípio do século XX e desde então passou por três fases de desenvolvimento:
- período formativo.
- período de crescimento e consolidação.
- período de diversificação.[1]

## O período formativo
O período formativo da escrita de contos em persa foi lançado por Mohammad Ali Jamalzadé com a coleção Yak-i Bud Yak-i Nabud, e consolidou-se com os primeiros contos de Sadeq Hedayat. Jamalzadé (1895 - 1997) é considerado como o primeiro escritor de contos modernos em Persa. As suas estórias focam-se na ação em vez de na disposição ou no desenvolvimento das personagens, e nesse aspeto lembram as de Guy de Maupassant e de O. Henry. Pelo contrário Sadeq Hedayat, o escritor que introduziu o modernismo na literatura persa, trouxe uma mudança fundamental à ficção. Além de estórias longas - Buf-e Kur (a sua obra prima) e Haji Aqa (1945), escreveu coleções de contos como Se Ghatra-ye Khun (Três gotas de sangue, 1932) e Zenda be Gur (Enterrado vivo, 1930). Os seus contos estão escritos numa linguagem simples e lúcida, mas o autor empregou várias abordagens, desde o realismo e naturalismo até à fantasia surrealista, abrindo novos caminhos e introduzindo muitos novos modelos, e apresentando novas possibilidades para posterior desenvolvimento daquele género literário.
Experimentou a cronologia distorcida e ações não loineares ou criculares, aplicando essas técnicas tanto aos seus escritos realistas quanto aos surrealistas.
Ao contrário de Hedayat, que se focou na complexidade psicológica e nas vulnerabilidades latentes do indivíduo, Bozorg Alavi representa personagens ideologicamente motivadas desafiando a o pressão e a injustiça social.Estas personagens, raramente representadas na ficção persa, são o principal contribuição de Alavi para a variação temática dos contos em Persa. Este compromisso com questões sociais é emulado por Fereydun Tonokaboni (nascido em 1937), Mahmoud Dowlatabadi (nascido em 1940), Samad Behrangi (1939-1968) e outros escritores de esquerda da geração seguinte.
Sadeq Chubak foi um dos primeiros autores a quebrar tabus. Seguindo os exemplos de William Faulkner, John Steinbeck, Erskine Caldwell e Ernest Emingway, a sua abordagem arrojada aparece nas suas primeiras coleções de contos: Khyama Xab-bazi (O espetáculo de marionetas, 1945) e Antar-i ke Luti-ax Morda Bud (O babuíno cujo bobo estava morto, 1949). Contos mais tardios como Zir-e Cheragh-e Ghermez, Pirahan-e Zereski e Chera Darya Tufani Xoda Bud descrevem a degradação das personagens sem nenhum melindre. Os seus contos espelham uma sociedade e m apodrecimento, povoada pelos abatidos e derrotados. Chubak escolhe personagens marginais - vadios, lavadores de cadáveres, jogadores, prostitutas e viciados em ópio - que raramente aparecem na ficção dos seus predecessores, e que ele retrata vivida e fortemente. Os seus leitores encontram-se face-a-face com as realidades e incidentes que testemunham na vida de todos os dias, mas que afastam da sua mente por complacência.
Uma característica distintiva da ficção persa após a 2ª Guerra Mundial nos três níveis de desenvolvimento é a atenção dada aos estilos e técnicas de narrativa. Alguns autores, como Chubak Al-e Ahmad seguem o registo coloquial; outros, como Ebrahim Golestan e Mahmud Etemadzadé, "Behazin" adoptaram um tom mais literário e lírico. Apesar de os trabalhos dos quatro escritores se estender para períodos mais tardios, é necessário mencionar de princípio algumas breves indicações acerca das suas técnicas divergentes, que delinearam futuros trilhos. Golestan experimentou diferentes estilos de narrativa, e foi só nas suas últimas duas coleções de estórias - Juy o Divar o Texna (O ribeiro, o muro e o crestado, 1967) e Madd o Mé (A corrente e a névoa, 1969) que encontrou um estilo e uma voz próprios. A sua linguagem poética inspira-se tanto nas formas sintáticas da prosa persa clássica quanto nas experiências de escritores modernistas, especialmente de Gertrude Stein.
A influência do modernismo também é evidente na estrutura dos contos de Golestan, nos quais o tradicional enredo linear é abandonado em favor de uma cronologia desfeita e da livre associação de ideias. Ao contrário da maioria dos outros autores persas modernos, Golestan dá pouca atenção à condição dos pobres e deserdados. Em vez disso os seus contos dizem respeito ao mundo dos intelectuais persas, às suas preocupações, ansiedades e obsessões particulares. O modernismo de Golestan influenciou gerações posteriores de escritores, como Bahman Forsi (nascido em 1933) e Huxang Golxiri (nascido em 1937). Apesar de os contos de Behazin mostrarem uma dívida semelhante aos modelos persas clássicos, este não segue as experiências modernistas de Golestan na sintaxe. Os contos de Behazin, produzidos num estilo literário lúcido, exprimem as suas crenças políticas de esquerda. Nalgumas das suas obras tardias, como a coleção de contos Mahra-ye Mar (1955), o autor volta-se para a alegoria literária, imbuindo contos antigos de uma nova mensagem; uma técnica que lhe permitia exprimir as suas opiniões indiretamente. Os predecessores de Behazin no sub-género do conto alegórico foram Hedayat (com Ab-e Zendegi, 1931) e Chubak (Esa'a-ye Adab, na coleção Khayma-Xab-Bazi).

## Período de crescimento e de desenvolvimento
O segundo período no desenvolvimento do moderno conto persa começou com o golpe de estado de 19 de Agosto de 1953 e acabou com a revolução islâmica de 1979. Jalal Al-e Ahmad esteve entre os proponentes de novas ideias políticas e culturais cujos influência e impacto afectam o primeiro e o segundo períodos da história da moderna ficção persa. As suas obras revelam conhecimento do trabalho de Frantz Fanon e da nova geração de escritores do terceiro mundo preocupados com o problema da dominação cultural pelas potências coloniais. Al-e Ahmad, Behazin, Tonekaboni e Behrangi podem ser descritos como escritores de intervenção, uma vez que que as suas estórias se constroem à volta de um princípio ideológico, e ilustram as orientações políticas dos autores.
Uma autora notável deste período é Simin Danexvar (nascida em 1931), a primeira mulher digande nota na literatura persa contemporênea. A sua reputação assenta grandemente no seu popular romance Savasun (1969).Os seus contos são importantes pois focam-se nas agruras e na exclusão social das mulheres na sociedade iraniana e abordam os temas do ponto de vista feminino.
Os contos de Gholam Hossein Saedi (1935-1985), a que chamou ghessa, transcendem frequentemente as fronteiras do realismo e obtêm significado simbólico. As suas estórias alegóricas, que ocasionalmente se parecem a contos folclóricos e a fábulas, são habtados por pessoas deslocadas, em situações sem saída. Enfatizam as ansiedades e a confusão psicológica das suas personagens profundamente perturbadas. Sandeghi (1936-1984) foi outro autor que se focou nas ansiedades e nas agonias mentais secretas das suas personagens.
Huxang Golxiri e Asgar Elahi (nascido em 1944) criaram retratos psicológicos meoráveis através de técnicas de monólogo interior e de correntes de consciência. Golxiri, autor da estória Xazda Ehtejab (Príncipe Ehtejab, 1968), é particularmente notável pelas suas experiências com longos monólogos interiores. Um escritor arrojado e inovador, ansioso por explorar métodos e estilos modernos, Golxiri usa a narrativa de fluxo de consciência para reavaliar teorias e eventos já conhecidos.

## Período de diversidade
Neste período a influência da literatura ocidental nos escritores iranianos é óbvia. São introduzidas novas e modernas abordagens de escrita e têm-se desenvolvido vários sub-géneros no campo do conto. As tendências mais populares são os métodos pós-modernos e a ficção especulativa